# Kid Vengeance
Kid Vengeance (titulada: Vendetta en Argentina y Venganza sangrienta o La venganza en España) es una película estadounidense-israelí de drama y wéstern de 1976, dirigida por Joseph Manduke, escrita por Bud Robbins, James Telfer y Ken Globus, musicalizada por Francesco De Masi, en la fotografía estuvo David Gurfinkel y los protagonistas son Lee Van Cleef, Jim Brown y John Marley, entre otros. El filme fue producido por Golan-Globus Productions y The Irwin Yablans Company.

## Sinopsis
Unos mexicanos matan a los padres de Tom, luego de que el líder abusara a su madre mientras él miraba. Tom se propone realizar un ajuste de cuentas.